# 269P/Jedicke
269P/Jedicke è una cometa periodica appartenente alla famiglia delle comete gioviane. La cometa è stata scoperta l'8 gennaio 1995 dagli astronomi canadesi Robert Jedicke e Victoria Jedicke, la sua riscoperta l'11 settembre 2012 ha permesso di numerarla.

## Particolarità orbitali
Particolarità della cometa è di avere una relativamente piccola MOID coi pianeti Giove, 0,294 UA, e Saturno: conseguentemente la cometa può avere passaggi ravvicinati con questi pianeti, come il 2 luglio 1917 quando passò a 0,288 UA da Giove, il 26 dicembre 2134 quando passerà a 0,404 UA da Saturno e il 28 gennaio 2167 quando passerà a 0,538 da Giove.